# Cabo Delgadó-i felkelés
A Cabo Delgado tartományban kitört iszlamista felkelés aktív fegyveres konfliktus Mozambik északi részén. A keresztény többségű Mozambik legészakabbik tartománya Cabo Delgado, ahol az ország többi részével ellentétben a lakosság 54%-a muszlim. Az Anszár al-Szunna (helyi nevén Al-Shabaab) elnevezésű helyi terroristacsoport 2017-ben indított dzsihádot a kormányzat ellen, a szervezet 2018-ban hűséget esküdött az Iszlám Államnak. A harcok során 2021-ig több mint 4000-en vesztették életüket és 2022-ig 784 000-en kényszerültek otthonaik elhagyására, a tartomány lakosságának több mint a fele.

## Háttér

Cabo Delgado elhelyezkedése Mozambikon belül

Az Anszár al-Szunna (magyarul: a szokásjog őrzői) egy iszlám vallási mozgalomként alakult meg Cabo Delgado északi körzeteiben 2015-ben, a 2012-ben meggyilkolt, szélsőséges tanokat hirdető kenyai uléma, Aboud Rogo tanításait követve. A mozgalom egységesen kopaszra borotvált fejű, nagy szakállt és fehér turbánt viselő tagjai fegyveresen léptek be a helyi mecsetekbe és ott terjesztették nyugat és keresztényellenes, valamint a törzsi vallási hagyományokat elutasító ideológiájukat. Azt hirdették, hogy a mozambiki muszlim közösség letért Mohamed próféta útjáról és fenyegetésekkel igyekeztek mindenkit megtéríteni, így a legtöbb muszlim is elfordult tőlük. A csoport idővel egyre erőszakosabbá vált, a saría bevezetését követelték az egész országban és dzsihádista videókkal toboroztak követőket. Rejtett kiképzőtáborokat állítottak fel és sokszor a mozambiki hivatalos szervektől elbocsátott, korábbi rendőrök és határőrök segítségével képezték ki a milicistákat. Tevékenységüket és fegyvervásárlásaikat elsősorban a rubincsempészetből finanszírozták. A terroristacsoport terjedését segítette, hogy a központi kormányzat perifériaként kezelte Cabo Delgadót és a munkanélküli és kilátástalan szegénységben élő fiatalok tömegei könnyen radikalizálódtak. Az Anszár al-Szunna nem rendelkezik egységes irányítással, egymástól függetlenül működő sejtekből épül fel.

## A harcok menete

### A felkelés kezdete
A felkelés 2017 október 5-én kezdődött el, amikor hajnalban az Anszár al-Szunna fegyveresei megtámadták Mocímboa da Praia kikötővárosát. A támadók megöltek 17 embert, elfoglaltak 3 rendőrséget és fegyvereket zsákmányoltak. A terrorszervezet az ezt követő időszakban folyamatosan kisebb támadásokat indított a tartományban található falvak ellen, ezek során fosztogattak, házakat gyújtottak fel és tömegesen gyilkoltak meg civileket, jellemző módon nyilvános lefejezésekkel és élve elégetésekkel. A mozambiki rendőrség válaszul több száz embert tartóztatott le, aki a szervezethez kötődött, de ennek ellenére a támadások folytatódtak 2018-ban is. Az Anszár al-Szunna csatlakozott az Iszlám Államhoz és a terrorhálózat közép-afrikai vilajetének (tartományának) legaktívabb tagjává vált. 2019-ben a Kenneth-ciklon pusztítása időleges lelassította a felkelők előrenyomulását, de később folytatták támadásaikat a civil lakosság és ekkor már a földgáz kitermelés létesítményein dolgozó munkások ellen is, az  amerikai székhelyű Anadarko Petroleum cég több dolgozóját is megölték. 2019 októberében a mozambiki hadsereg orosz segítséggel offenzívát indított, hogy felszámolják a felkelést. Orosz részről 2 darab Mi-17-es helikopter, valamint a Wagner-csoport 200 irreguláris zsoldosa vett részt a hadműveletekben.

### 2020-as iszlamista hadjárat

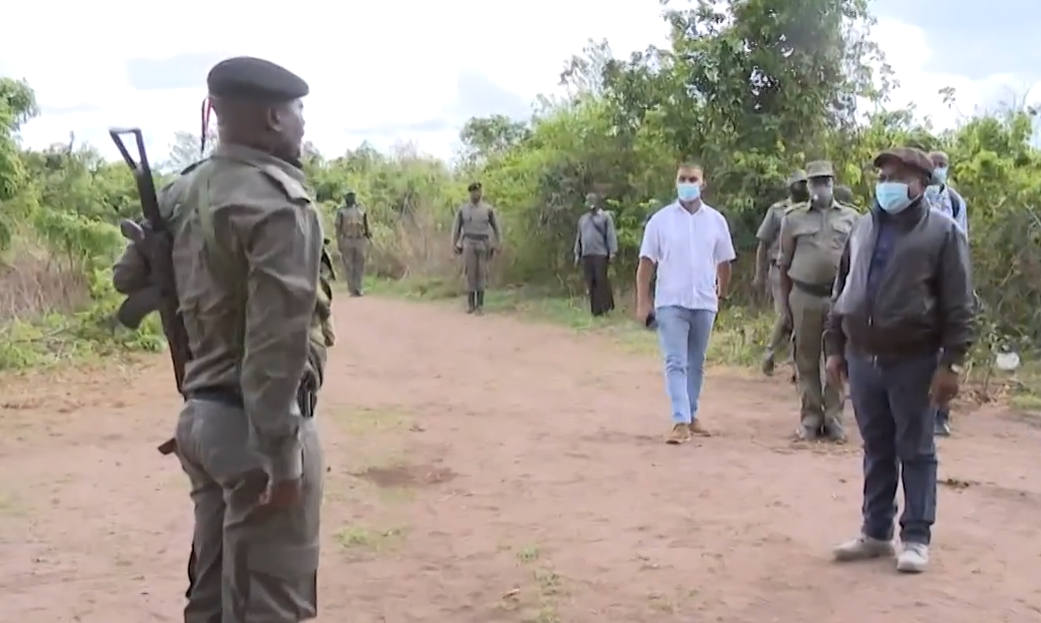
Filipe Nyusi mozambiki elnök meglátogatja a kormányerőket Cabo Delgadóban 2020 októberében

A felkelés kezdete óta a mozambiki kormány igyekezett elbagatellizálni a helyzet komolyságát, azonban 2020-ban a konfliktus új szintre lépett és nagyobb nyilvánosságot kapott nemzetközi téren is. A dzsihádisták korábban nemlátott léptékű hadjáratot indítottak, amelynek során nem csak a központtól távol eső falvakat fosztották ki, hanem olyan központok ellen is támadásokat intéztek, mint Mocímboa da Praia, a Quirimbas-szigetek turisztikai központjai, Macomia és Awasse. A 2020-as hadjárat legfontosabb csatája Mocímboa da Praia ostroma volt, amely augusztus 5-e és 11-e között zajlott le. A terroristák több mint 1000 harcossal körbezárták a mozambiki erőket, elvágták az utánpótlási vonalakat és végül városi harcokban, túlerejüket kihasználva legyőzték a kimerült kormánykatonákat. Az életben maradt katonák csónakokkal vonultak vissza az ostromgyűrűből, de a felkelők RPG-kel több hajót is elsüllyesztettek. A mozambiki hadsereg több mint 110 katonája esett el az ütközetben és a település egészen 2021 márciusáig a terroristák kezén maradt. Ezzel egyidőben az Európai Unió segélyeket kezdett küldeni Mozambiknak, Dél-Afrika és Zimbabwe pedig katonákat küldött a térségbe békefenntartónak. Októberben a hadsereg sikeresen számolta föl a lázadók Szíria bázis elnevezésű központi táborát.

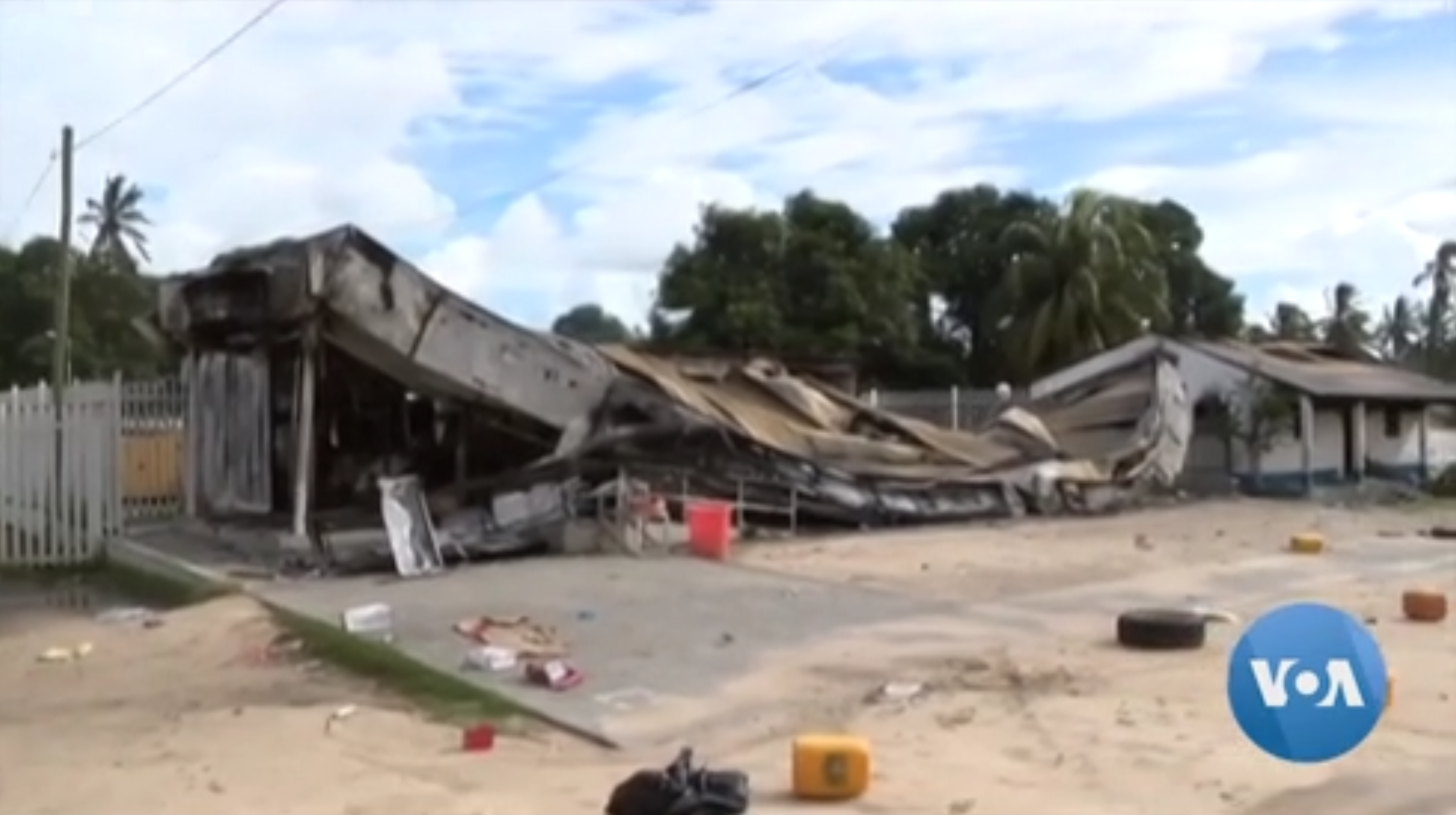
Háborús pusztítás Palmában 2021-ben

### 2021-es harcok

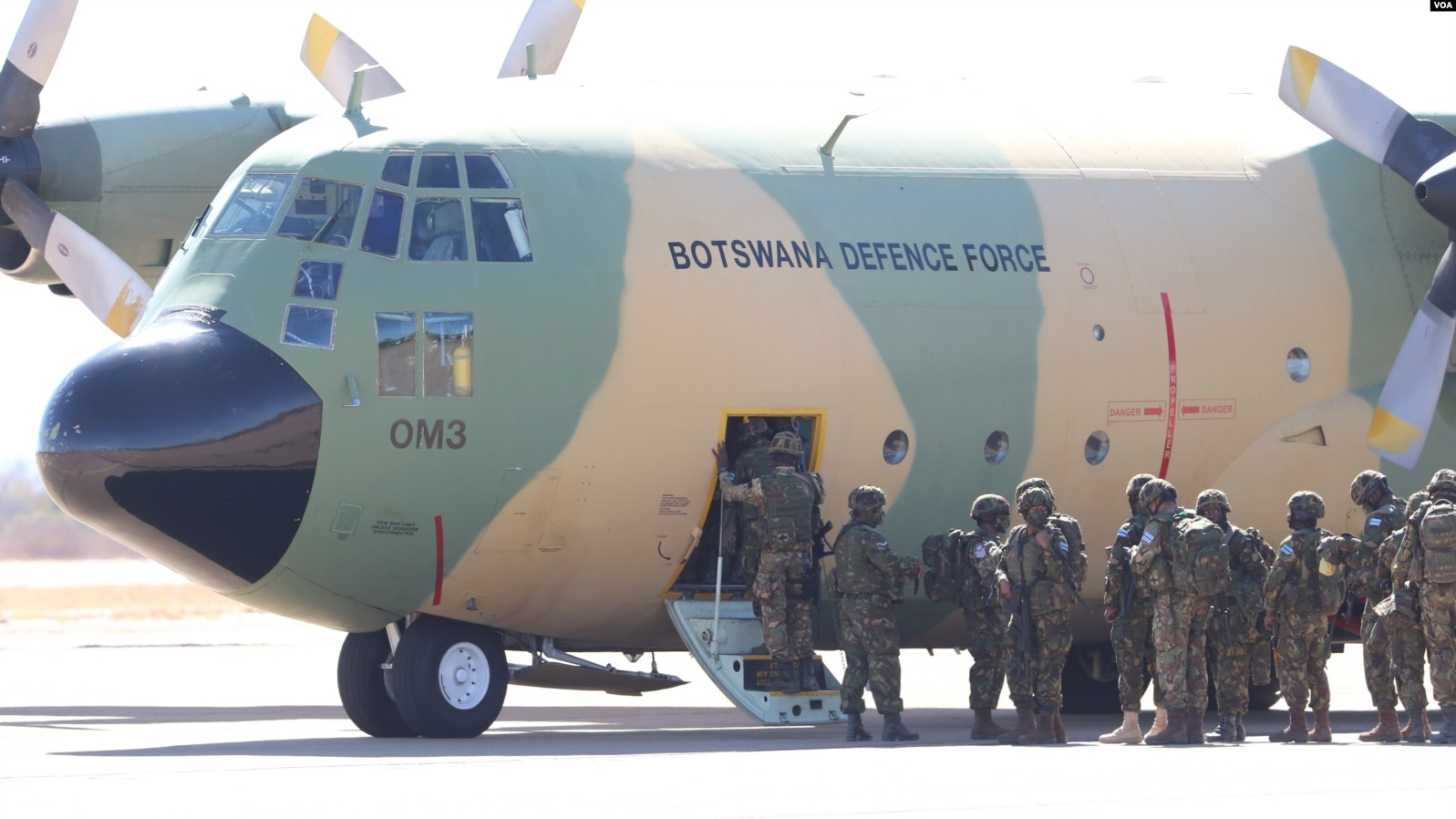
Botswanai katonák szállnak fel a Mozambikba tartó repülőgépre

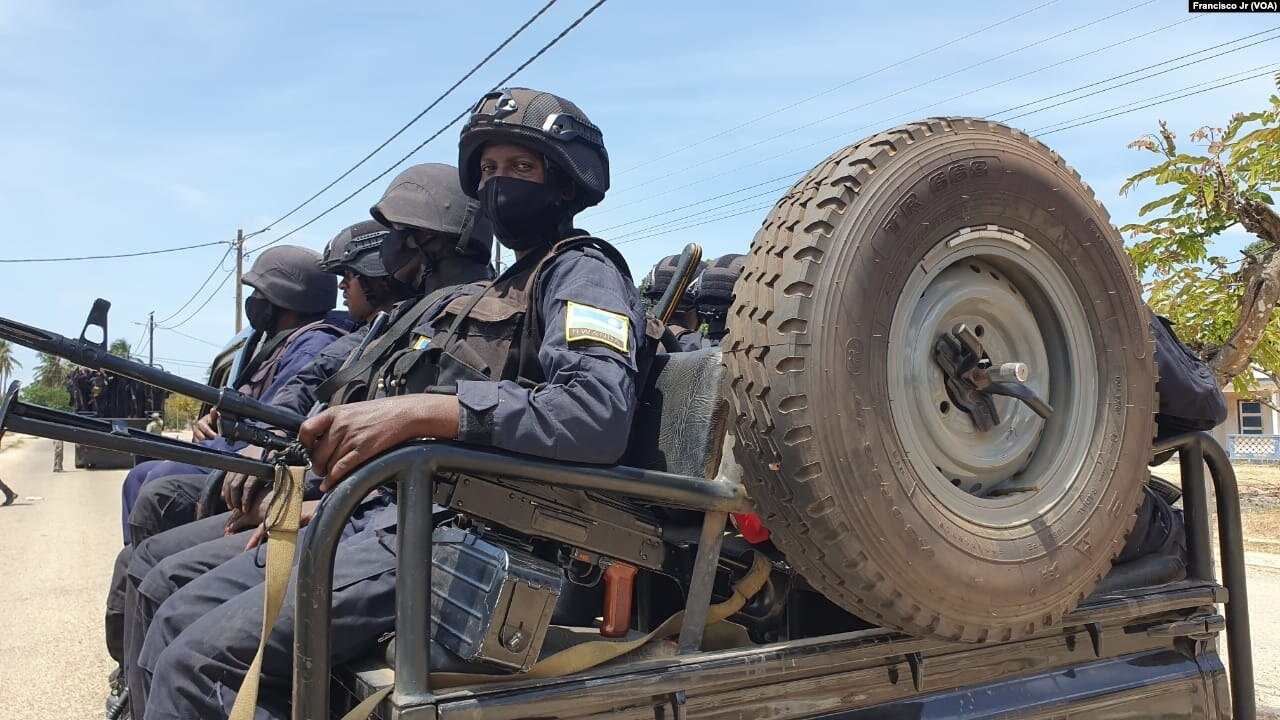
Ruandai katonák Mocimboa da Praiában

A 2021-es év folyamán is folytatódtak az Anszár al-Szunna brutális támadásai a tartomány falvainak lakossága ellen így, a mozambiki kormányzat nagyszabású toborzókampányt indított a megyében. Az újonnan besorozott katonák kiképzésében az amerikai különleges erők is részt vettek. Ezzel párhuzamosan a Cabo Delgadó-i lakosság is önvédelmi milíciákat állított fel. Az év legjelentősebb csatája március 24-én zajlott le, amikor az iszlamisták megtámadták a tanzániai határ közelében fekvő 75 000-es lakosságú kikötővárost, Palmát. A lázadók legyőzték az ott állomásozó katonákat, és óriási pusztítást végeztek a városban, mozambiki civileket mellett külföldi turistákat és olajipari munkásokat is meggyilkolva. Mielőtt a mozambiki csapatok április 5-én visszafoglalták a települést és helyreállították a rendet, a terroristák kirabolták a helyi bankokat is. 2021 júliusában a mozambiki kormányzat nagy terrorellenes offenzívát indított Cabo Delgadóban, amelyben számos másik afrikai ország is részt vett békefenntartó kontingensek küldésével. A harcok során, amelynek folyamán a mozambiki erők mellett a ruandai katonák és a helyi önvédelmi milíciák is nagy szerepet játszottak, visszafoglalták  Mocímboa da Praiát, és számos másik településen is vereséget mértek a felkelőkre. Az Anszár al-Szunna harcosainak többsége meghalt, vagy fogságba esett. 

### A háború jelenlegi állása (2022)
Ugyan a terrorszervezet komolyan meggyengült és 2022-ben nem volt képes nagyobb támadásokat végrehajtani, a gerillaháború és a kisebb rajtaütések folytatódtak. Elemzések szerint a lázadók újraszerveződtek, ezúttal az egyes sejtek még inkább függetlenné váltak egymástól.

## Humanitárius válság

### Háborús bűnök
A konfliktus kezdete óta az Anszár al-Szunna terroristái számtalan háborús bűncselekményt követtek el, az évek során rengeteg kizárólag polgári jellegű célpontot támadtak, csaknem 4000 civil halálát okozva. A gyilkosságokat sokszor különös kegyetlenséggel követték el, legjellemzőbb kivégzési módjuk a lefejezés, amelyet több száz dokumentált áldozatukon hajtottak végre. A gyújtogatások, az emberrablások, a kínzások és a nemi erőszak is jellemző elkövetési módjuk. A rosszul szervezett és sokszor ellenséges környezetben mozgó mozambiki kormánykatonák is követtek el jogtalan gyilkosságokat és nemi erőszakról is érkeztek bizonyítékok, azonban ezek mértéke össze sem hasonlítható a dzsihadisták kegyetlenségével.

### Menekültválság
A konfliktus hatására több mint 800 000-en menekültek el. Sokan tengeri útvonalon igyekeztek elhagyni a háborús zónát, közülük több százan vesztették életüket a rozoga és túlterhelt hajókon különböző balesetekben. Egy alkalommal tévedésből a hadsereg süllyesztett el egy menekülteket szállító hajót, 40 ember halálát okozva. A Mozambik biztonságos részein felállított menekülttáborok hamar túlzsúfolttá váltak, ideális terepet biztosítva a kolera és koronavírus-járványok terjedésének, tömeges haláleseteket okozva.

### Gazdasági hatások
A tartomány számára a felkelést megelőzően két út is kínálkozott, hogy kitörjön az elzártságból és szegénységből. Az egyik a fellendülő turizmus volt, amely elsősorban az Indiai-óceán partvidékén koncentrálódott, a másikat pedig az újonnan felfedezett földgázmezők jelentették. A turistákat és a földgázkitermelő egységek dolgozóit ért támadások után azonban mindkét gazdasági szektor gyakorlatilag összeomlott.